# БТР-7
БТР-7 «Захисник» (БТР-70ДІ) — український бронетранспортер — бойова колісна плаваюча бронемашина, призначена для транспортування особового складу механізованих підрозділів і їх вогневої підтримки, в тому числі і в умовах застосування зброї масового ураження.
БТР-7 являє собою глибоку модернізацію радянського БТР-70 Модернізація бронетранспортера здійснюється на державному підприємстві «Миколаївський бронетанковий завод».

## Історія
Розробка БТР була завершена в травні 2009 року.
На початку 2011 року Миколаївський завод виграв тендер на поставку 13 бронетранспортерів збройним силам України. У період з 2009 до початку 2012 року було випущено 13 бронетранспортерів БТР-70ДІ і дві командно-штабні машини БТР-70Ді-02 «Світязь».
У грудні бронетранспортери пропонувалися на експорт до ОАЕ, був проведений етап тендеру із серією заїздів по пустелі загальною протяжністю у 3 тис. км.
Станом на початок грудня 2012 року, БТР-70ДІ не перебували на озброєнні української армії, однак питання про їхнє прийняття на озброєння розглядалося.

## Опис конструкції
БТР-7 оснащений механічною шестиступінчастою коробкою передач, незалежною підвіскою всіх коліс і повним приводом. Захист, у порівнянні з БТР-70, був істотно поліпшений за допомогою установки комплексу активного захисту «Заслі́н».
БТР-7 має посилений протимінний захист класу 3А і 3В по класифікації НАТО. На бронетранспортер може встановлюватися 30-мм автоматична гармата ЗТМ-2 і безпілотний літальний апарат, здатний проводити розвідку в радіусі близько 20 км.
На БТР-7 встановлений телевізійний, комбінований денний і нічний приціл з лазерним далекоміром, і система панорамного огляду «Панорама». Машина обладнана кондиціонером і має систему захисту від зброї масового ураження. Система пожежогасіння — автоматична.

### Озброєння
На бронетранспортер може бути встановлено:
- Бойове відділення «БУГ», стабілізований у двох площинах[6], базове озброєння якого складається з:

- 14,5-мм кулемета КПВТ (500 патронів);
- 7,62-мм кулемета ПКТ (1500 патронів);
- 30-мм автоматичного гранатомета АГС-17 (87 пострілів);
- ПТРК «Бар'єр» (4 ПТКР) з максимальною дальністю польоту ракети 5000 метрів і бронепробиттям за динамічним захистом не менше 800 мм.

- Бойовий модуль «Інгул» (30-мм автоматична гармата ЗТМ-2 і система постановки димової завіси «Туча»)[8]
- Бойовий модуль «Штиль»:

- 30-мм автоматична гармата ЗТМ-1 (320 набоїв);
- 30-мм автоматичний гранатомет;
- 7,62-мм кулемет;
- ПТРК «Бар'єр» (2 ПТКР).

## Варіанти і модифікації

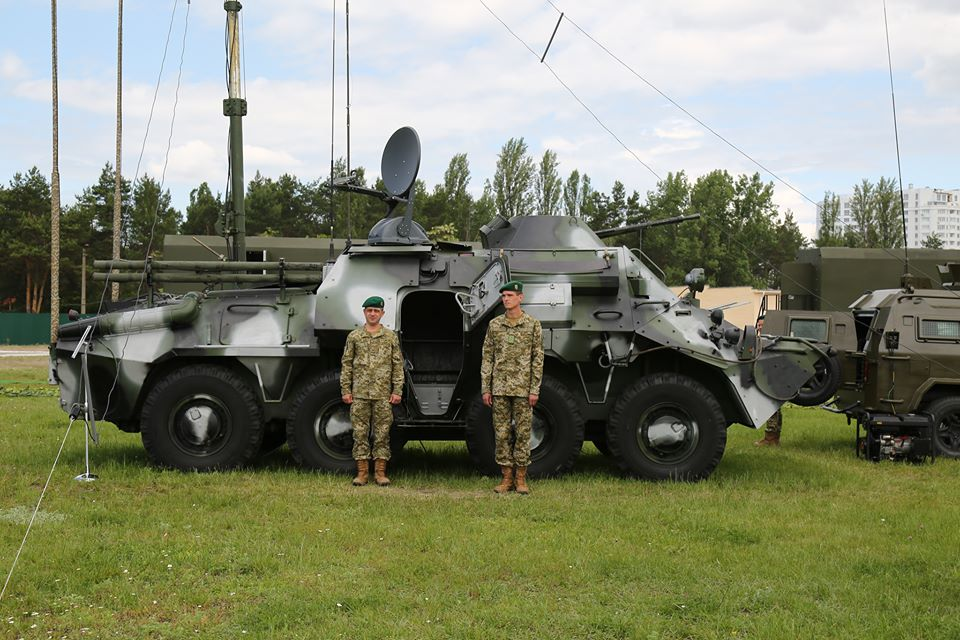
БТР-70Ді-02 «Світязь»

- БТР-70Ді, він же (БТР-7 «Захисник») з 2 двигунами FPT IVECO Tector Р4 (Євро-3), потужністю 150 к.с. кожний, максимальна швидкість — 100 км/год.
- БТР-70Ді-02 «Світязь» — командно-штабна машина на шасі БТР-70ДІ[9];
- БТР-70ДіП (БТР-70П) — поліцейський варіант БТР-70ДІ, обладнаний водометом і установкою «Терен-6» для відстрілу гранат зі сльозогінним газом[10];
- БТР-70СМ, він же БММ «Ковчег» — броньована медична машина на базі БТР-70ДІ, що здатна евакуювати до 11 поранених і навіть їх оперувати[11];
- БРЕМ-7К — броньована ремонтно-евакуаційна машина на базі БТР-70ДІ, з краном КСС-1.

У травні 2014 на Миколаївському тепловозоремонтному заводі був виготовлений ще один зразок модернізованого БТР-70 (з бортовими екранами для захисту ходової частини та системою відеоспостереження), який був переданий Міністерству оборони України 20 травня 2014.

## На озброєнні
- Україна — станом на початок березня 2014 року, деяка кількість БТР-70ДІ є на озброєнні української армії[13]; у квітні 2014 року один БТР-70ДІ був переданий Національній гвардії України[14].

## Бойове застосування
БТР-70ДІ використовується в Антитерористичній операції на сході України (2014).